# Witoogmeeuw
De witoogmeeuw (Ichthyaetus leucophthalmus; synoniem: Larus leucophthalmus) is een vogel uit de familie Laridae (meeuwen).

## Kenmerken
De witoogmeeuw is 39 tot 43 cm lang, weegt 275–415 gram en heeft een spanwijdte van 110 tot 115 cm. Deze meeuw lijkt op Hemprichs meeuw (I.  hemprichii) , maar die is een beetje groter. Hemprichs meeuw heeft relatief langere vleugels en een forse, anders gekleurde snavel. Deze meeuw heeft in de broedtijd zwart op de kop, met een eveneens donkere borst, een bleekwitte bovenborst en donkere vleugels. Boven het oog zit een duidelijk half wit boogje en de slanke snavel is rood met een zwart uiteinde.

## Verspreiding en leefgebied
Deze soort komt voor aan de kusten van de Golf van Suez langs de hele Rode Zee tot aan de Golf van Aden.
Het is een meeuw die zelden in het binnenland wordt gezien,want sterk gebonden aan zee, maar minder vaak te zien in de buurt van vissersschepen als Hemprichs meeuw. Verblijft vaker verder op zee.

## Status
De grootte van de populatie is in 2008 geschat op ongeveer 36 duizend volwassen vogels en dit aantal is stabiel. Op de Rode lijst van de IUCN heeft deze soort de status niet bedreigd.

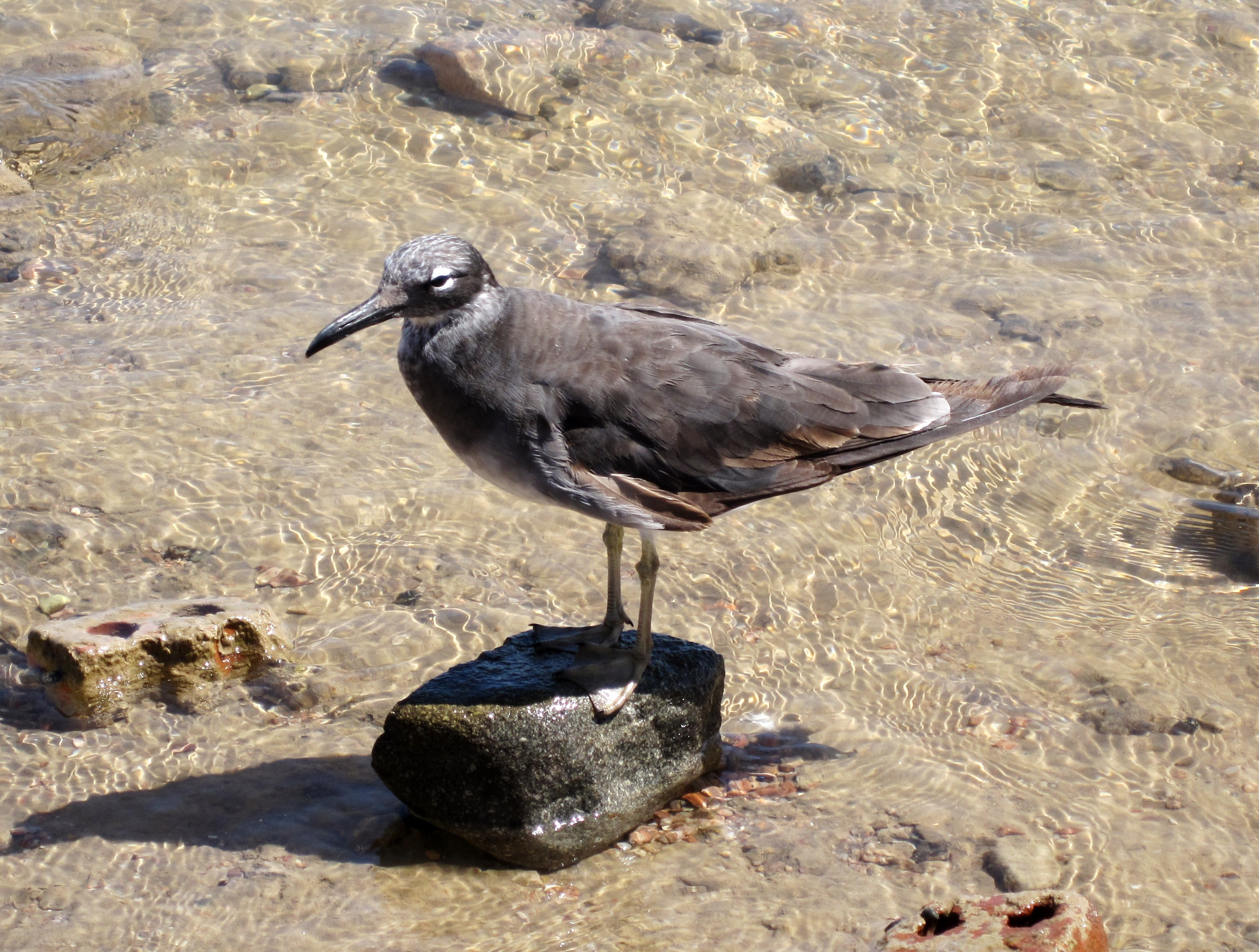
Onvolwassen witoogmeeuw (1ste jaar)